# اریک بینز
اریک بینز (انگلیسی: Eric Binns; ۱۳ اوت ۱۹۲۴ – ۲۰ سپتامبر ۲۰۰۷) بازیکن فوتبال اهل بریتانیا بود.
از باشگاه‌هایی که در آن بازی کرده‌است می‌توان به باشگاه فوتبال بلکبرن روورز و باشگاه فوتبال برنلی اشاره کرد.